# Medellín v. Texas
L'arrêt Medellín v. Texas (552 U.S. 491 (2008)) est une décision de la Cour suprême des États-Unis, rendue le 25 mars 2008, et qui fait suite à un arrêt de la Cour internationale de justice du 31 mars 2004, Case Concerning Avena and Other Mexican Nationals (Mex. v. U. S.). En l'espèce, l'arrêt concernait l'application de la peine de mort au Texas, mais ses implications sont plus larges.
L'arrêt de la Cour suprême affirme que si un traité international entraîne un engagement à l'égard des autres parties, il n'est cependant pas contraignant en droit tant que le Congrès ne le transpose pas en droit interne, sauf en cas d'application directe et expresse du traité. 
L'arrêt considère en outre que les décisions de la Cour internationale de justice ne sont pas contraignantes en droit interne et qu'en l'absence d'une loi fédérale ou d'une disposition constitutionnelle, le président n'a pas le pouvoir de faire appliquer des traités internationaux ou des décisions de la CIJ.

## Faits
José Medellin est un ressortissant mexicain condamné à mort pour participation au viol collectif et au meurtre de Jennifer Ertman et d'Elizabeth Peña (en) au cours d'une initiation de gang en 1993, aux États-Unis. Il n'a pas bénéficié durant son procès ni durant son appel automatique d'une assistance consulaire comme prévu par la Convention de Vienne sur les relations consulaires (ratifiée en 1969), si bien que le Mexique décida d'attaquer les États-Unis devant la Cour internationale de justice, sachant que 51 Mexicains sont également sous le coup d'une condamnation à mort aux États-Unis.

## Arrêt de la CIJ
La Cour internationale de justice (CIJ) statua en faveur du Mexique par 7 voix contre 5, et le président George W. Bush demanda aux juges texans d'accorder à Medellin une révision de son procès : ceux-ci refusèrent invoquant la séparation des pouvoirs. 
Le 7 mars 2005, les États-Unis dénoncèrent le protocole additionnel à la Convention de vienne, par lequel ils s'engageaient à se soumettre à l'arbitrage de la CIJ en cas de différend d'interprétation au sujet de la Convention.

## Arrêt de la Cour suprême
L'affaire fut portée devant la Cour suprême des États-Unis qui jugea par 6 voix contre 3 en mars 2008 que le président n'avait effectivement pas ce pouvoir et que seul le Congrès pouvait voter pour lier le Texas à un traité international. L'opinion majoritaire fut rédigée par le chief justice John G. Roberts Jr., nommé par Bush; une opinion dissidente fut rédigée par Stephen Breyer, qui, citant Ware v. Hylton (en) (1796), considérait que l'arrêt de la CIJ était contraignant.
Le gouverneur Rick Perry rejeta les appels internationaux en faveur de Medellin. 
Le jour de l'exécution de Medellin le 5 août 2008, la Cour rejeta sa demande de sursis par 5 voix contre 4 et celui-ci fut exécuté à 21 heures 57.